# Stenatemnus annamensis
Stenatemnus annamensis är en spindeldjursart som beskrevs av Beier 1951. Stenatemnus annamensis ingår i släktet Stenatemnus och familjen Atemnidae. Inga underarter finns listade i Catalogue of Life.